# 㟖岗马兜铃
㟖岗马兜铃（学名：Aristolochia longgonensis）是马兜铃科马兜铃属的植物。分布在越南以及中国大陆的广西等地，生长于海拔100米至200米的地区，多生在石灰岩山，目前尚未由人工引种栽培。

## 别名
㟖岗通城虎（广西植物）